# Regina (pirofregata)
La Regina è stata una fregata a vela della Real Marina del Regno delle Due Sicilie, successivamente acquisita dalla Regia Marina e trasformata in pirofregata di I rango ad elica.

## Caratteristiche e costruzione
Costruita tra il 1838 ed il 1842 nell'Arsenale di Napoli come fregata di I rango a vela per conto della Real Marina del Regno delle Due Sicilie, la Regina era una delle unità più grandi e potenti della Marina borbonica al momento della sua costruzione.
Costruita in legno con rivestimento dello scafo di piastre in rame rivettate, la nave era originariamente lunga 53,5 metri ed armata con 50 bocche da fuoco, ovvero 26 cannoni a canna liscia da 40 libbre di produzione francese, 4 cannoni-obici lisci da 200 mm e 20 cannoni lisci da 160 mm. Un'importante innovazione era costituita dalla poppa tondeggiante, molto più resistente alle cannonate di quella “a specchio” allora in uso.
Tra le ultime grandi unità da guerra prive di macchina a vapore, la Regina aveva tre alberi a vele quadre (armamento velico a nave).

## Storia

### Il servizio nella Marina borbonica
Dopo il completamento, uno dei primi compiti della Regina consisté nella scorta al re di Napoli Ferdinando II. Il 10 maggio 1843 242 membri dell'equipaggio della fregata contribuirono, insieme ad altri 2200 uomini, a tirare in secco il vecchio vascello Capri. Il 1º luglio 1843, imbarcati gli equipaggi delle pirofregate Tancredi e Guiscardo in costruzione a Gravesend (Regno Unito), la nave lasciò Napoli per Londra, dove doveva trasportare il personale destinato ad armare le due nuove unità.
A partire dal giugno 1844 la Regina iniziò a prestare servizio di squadra, partecipando alle grandi manovre, e venendo inoltre impiegata nella scorta e nel trasporto dei membri della casata Borbone. Il 26 agosto 1845 la fregata, agli ordini del comandante Francesco Lettieri, trasportò a Palermo un battaglione di fanteria di linea per il cambio della guarnigione.
Il 27 aprile 1848, scoppiata la prima guerra d'indipendenza, la fregata lasciò Napoli e venne inviata in Adriatico. La squadra di cui la Regina faceva parte era composta, oltre che da essa, dalle pirofregate a ruote Carlo III, Guiscardo, Ruggiero, Roberto e Sannita, dalla fregata a vela Regina Isabella, dalla pirocorvetta a ruote Stromboli e da un brigantino, sotto il comando del commodoro Raffaele De Cosa. Durante la navigazione verso nord le navi, il 5 maggio, fecero tappa ad Ancona, dove sbarcarono il generale Guglielmo Pepe e 5.000 uomini. Raggiunta poi Venezia, la squadra incrociò tra le foci del Tagliamento e del Piave in attesa dell'arrivo delle navi sarde, e, pur senza combattere (vi era il divieto di aprire il fuoco se non attaccati), obbligò la flotta austroungarica a rinunciare al blocco navale della città.
Il 22 maggio 1848 la squadra napoletana, unitasi ad una formazione sardo-piemontese al comando del contrammiraglio Giuseppe Albini, avvistò al largo di Sacca di Piave una divisione austroungarica di minore forza. Essendo venuto meno il vento, Albini, disponendo solo di navi a vela, convinse De Cosa, per non perdere la superiorità numerica, a far prendere a rimorchio le unità piemontesi dalle pirofregate borboniche, ma il tutto venne eseguito in maniera talmente confusa che quattro piroscafi austroungarici fecero in tempo a raggiungere le navi della propria divisione ed a rimorchiarle sino a Muggia, le cui batterie costiere avevano a quel punto impedito ogni intervento della squadra sardo-napoletana: prima di sera solo la Regina e la fregata sarda San Michele erano giunte a tiro delle navi austroungariche, senza però essere passate all'attacco. Qualche settimana dopo, dopo aver brevemente stazionato insieme alle navi venete e piemontesi nelle acque antistanti Trieste, la squadra del Regno delle Due Sicilie venne richiamata in patria.
Il 30 agosto 1848, aggregata alla squadra navale (fregate a vela Amalia e Regina Isabella, pirofregate a ruote Sannita, Carlo III, Ruggiero, Roberto, Archimede ed Ercole, sette trasporti truppe, pirocorvette Stromboli e Nettuno ed otto cannoniere) inviata a reprimere l'insurrezione della Sicilia, la Regina appoggiò il corpo di spedizione Filangieri e bombardò Messina, sbarcandovi truppe per la repressione della rivolta (il 2 settembre 1848 la flotta borbonica, dopo aver bombardato Messina, vi sbarcò 250 ufficiali e 6500 uomini, che conquistarono la città dopo tre giorni di scontri), quindi prese parte alle operazioni di blocco navale nei confronti di Palermo. Nel 1849 la Regina sbarcò in Sicilia reparti del II corpo di spedizione.
Nell'ottobre 1850 la fregata venne mandata nel cantiere di Castellammare di Stabia, ove fu sottoposta ad un turno di lavori.
Trovandosi a ranghi ridotti nel porto di Napoli durante le vicende dell'impresa dei Mille e della fine del Regno delle Due Sicilie (fine 1860-inizio 1861), la Regina non ebbe modo di recarsi a Gaeta, dove si era rifugiato Francesco II e dove si consumò l'ultimo atto dell'agonia della monarchia borbonica.

### Il servizio nella Regia Marina
Con la dissoluzione del Regno delle Due Sicilie e della sua Marina, la Regina, presa dalla Marina sarda a Napoli il 7 settembre 1860, venne incorporata dapprima nella Marina del Regno di Sardegna (17 novembre 1860) e poi, il 17 marzo 1861, nella neonata Regia Marina.
A riprova delle ottime qualità della nave, il cui principale ed ormai anacronistico difetto consisteva nell'essere priva di macchina a vapore, nell'aprile 1861 la fregata venne inviata nei cantieri francesi Forges et Chantiers de la Mediterranée di La Seyne-sur-Mer, vicino a Tolone, dove fu sottoposta a radicali lavori che la trasformarono in una pirofregata. Lo scafo venne allungato di 15,75 metri per consentire l'installazione di tre caldaie tubolari e di una motrice Maudslay & Field a bassa pressione della potenza di 400 CV, provvista di un'elica bipala che all'occorrenza poteva essere sollevata per consentire una migliore navigazione a vela. La velocità così raggiunta era di otto nodi, e poteva aumentare di un nodo qualora si fossero usate anche le vele. Anche l'armamento venne considerevolmente modificato: i 50 cannoni vennero ridotti a 40, ora collocati tutti in batteria, mentre in precedenza erano in parte sistemati in coperta. Vennero mantenuti i 26 pezzi lisci da 40 libbre, cui si aggiunsero 8 pezzi rigati da 160 mm e 6 pezzi rigati da sbarco in precedenza dei cannoni e cannoni-obici lisci da 160 e 200 mm.
Nel dicembre 1862, ultimati i lavori il giorno 9, la Regina lasciò Tolone per Genova. Nel 1863 venne più volte inviata a Napoli ove trasportò truppe da impiegarsi contro popolazioni ostili, dopo di che effettuò numerose crociere nel Mediterraneo ed anche nell'Atlantico fino a Lisbona.
Il 14 giugno 1863 la nave venne riclassificata fregata ad elica di II ordine e quindi, il 10 dicembre, posta in disarmo a Napoli. Riarmata successivamente e riattata con un turno di lavori, la Regina partì nell'ottobre 1865 diretta nell'America meridionale, dove avrebbe dovuto essere stazionaria. A bordo vi erano anche il giovane naturalista Enrico Hillyer Giglioli, che a Montevideo sarebbe poi trasbordato sulla pirocorvetta Magenta impegnata nel giro del mondo, ed il viceammiraglio Vincenzo Riccardi di Netro, comandante della stazione navale in Sudamerica. Nel gennaio del 1866 la pirofregata giunse nella baia di Montevideo, dove rimase sino al settembre del 1868 ad appoggio e difesa degli interessi italiani in Sudamerica. Il 15 settembre 1868, quando la Regina lasciò Rio de Janeiro insieme alla vecchia pirofregata Ercole, si verificò un tragico incidente: come d'uso, mentre la nave italiana oltrepassava la fregata francese Circé ormeggiata nel porto gli equipaggi delle due unità salirono sugli alberi per il saluto, ma, causa forse la corrente, un pennone della Regina s'impigliò nelle sartie dell'albero di mezzana della nave francese, abbattendone l'albero di parrocchetto, che cadde su un pennone spezzandolo e provocando cinque morti, un disperso e sette feriti tra l'equipaggio della Circé (in seguito i morti salirono ad una dozzina), oltre a tre feriti a bordo della pirofregata italiana. Il comandante della Regina, capitano di vascello Vicuna, mise i propri medici a disposizione e porse le proprie scuse al comandante francese, proseguendo poi il viaggio. Dopo aver lasciato Rio de Janeiro e riattraversato l'Atlantico la nave giunse a Napoli il 28 dicembre 1868, rimorchiandovi l'Ercole.
Disarmata per l'ultima volta nel febbraio del 1869, la Regina, ormai obsoleta, venne radiata il 30 novembre 1870 e demolita nel 1872.